# Pura Vila y Linares

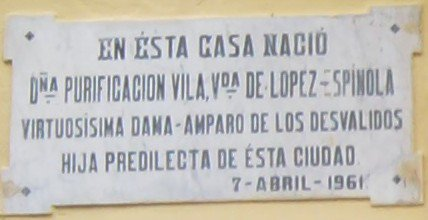
Lápida conmemorativa colocada en 1961 en la casa natal de doña Pura Vila y Linares, en la calle de la Bolsa n.º 6, con motivo de su declaración como hija predilecta de Sanlúcar de Barrameda.

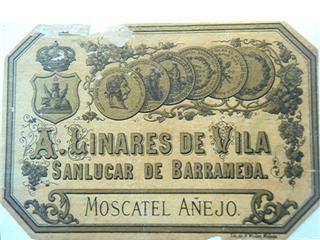
Etiqueta de moscatel de Sanlúcar

Pura Vila y Linares (Sanlúcar de Barrameda, 1870 - ibídem, 1962) filántropa católica española nombrada hija predilecta de su ciudad natal, como así lo conmemora una lápida, colocada en 1961 en su casa de la calle Bolsa n.º 6. 

## Labor filantrópica
Desarrolló su actividad en la obra llamada "La Conferencia de San Vicente de Paúl" que movía "La Rifa de los pobres", la "Gota de Leche" y la "Cocina económica" para ayudar a los más necesitados. Guiada espiritualmente por sacerdotes de la calidad de Francisco Rubio Contreras, por su tío político el Beato Cardenal Spínola y por San Manuel González García, fundó a instancias de este último en Sanlúcar la obra de "Las Marías de los Sagrarios y Calvarios abandonados". Enormemente preocupada por la educación de la juventud, llevó a cabo la misión catequética rural en los alrededores de los pagos de la Rijerta, La Palma y La Copina (en Chipiona, linderos con Sanlúcar), donde tenía su casa de campo. Igualmente intervino en la instalación en Sanlúcar de las Hermanas de la Cruz y de los Hermanos de la Salle, para los que cedió su casa grande de la calle San Agustín 15 (hoy colegio de la Caridad). Fue llamada para ser testigo de la causa para iniciar la canonización del hoy Beato Marcelo Spínola y Maestre y del capuchino y venerable Esteban de Adoain. Estuvo muy vinculada a la Congregación de la Esclavas del Divino Corazón, fundada por Marcelo Spínola y Celia Méndez Delgado, donde su hermana M. Dolores -en el siglo Mercedes Vila Linares- profesaba y ejercía como maestra de novicias en el convento de Sevilla de la calle Jesús de la Vera Cruz. Del enorme capital heredado de sus padres, dada su generosidad, solamente conservó al final de sus días su casa morada. Su nieta fue la historiadora española especialista en Historia de América y Filipinas Lourdes Díaz-Trechuelo.

## Vida privada

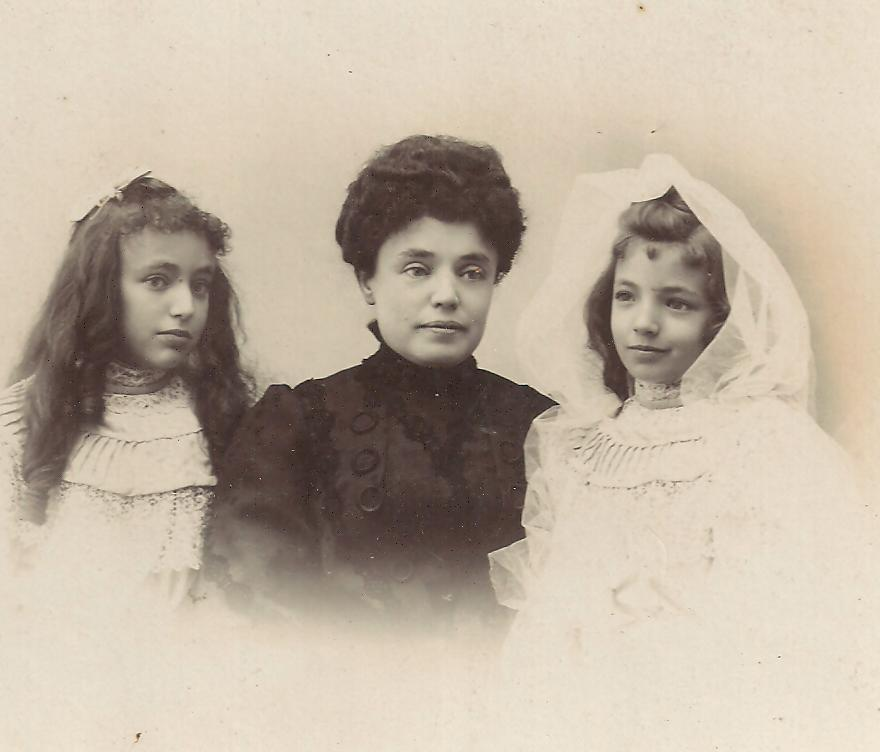
Pura Vila Linares y sus hijas Soledad y Mercedes L-Spínola Vila 001

Hija del matrimonio formado por Ana Linares Paz y Manuel Mª Vila Vargas (que fue varias veces alcalde de Sanlúcar de Barrameda), ambos católicos con gran formación religiosa, además de piadosos y caritativos. Casó con el militar Eduardo López Spínola, nieto del Marqués de Spínola y por tanto sobrino del Cardenal y Arzobispo de Sevilla Marcelo Spínola y Maestre. De su madre heredó materialmente un gran capital en campos y bodegas; y espiritualmente el sentido cristiano de la vida, tanto mediante una gran formación como en actos piadosos. Forjó un fuerte carácter que junto a sus hábitos religiosos le llevó a sobreponerse en su viudez tras un breve matrimonio, la muerte de un hijo varón, la enajenación de su marido y la de su padre casi simultáneas. Tras su viudedad se dedicó a la educación de sus hijas y al apostolado, al tiempo de llevar una vida activa. Fue devota de la Virgen en sus advocaciones: Paz, Caridad y Lourdes, así como del Sagrado Corazón de Jesús.